# Facteur d'agglutination A
Le facteur d'agglutination A (ClfA) est une protéine du staphylocoque doré (Staphylococcus aureus) qui se lie au fibrinogène, et fait partie de la famille des adhésines. Il s'agit d'un facteur de virulence de cette bactérie, localisée à la surface de la cellule. Sa liaison aux monomères de fibrinogène dans le plasma sanguin a pour effet d'activer ces derniers et de déclencher l'agglutination du plasma, d'où son nom. 